# إنديا سامر
إنديا سامر هي ممثلة إباحية أمريكية ولدت في 26 أبريل 1975، مثلت أكثر من ألف مشهد.